# Riederhorn
Riederhorn är en bergstopp i Schweiz.   Den ligger i distriktet Raron och kantonen Valais, i den södra delen av landet, 80 km sydost om huvudstaden Bern. Toppen på Riederhorn är 2 230 meter över havet, eller 163 meter över den omgivande terrängen. Bredden vid basen är 1,7 km.
Terrängen runt Riederhorn är mycket bergig. Närmaste större samhälle är Naters, 5,5 km söder om Riederhorn. 
Trakten runt Riederhorn består i huvudsak av gräsmarker. Runt Riederhorn är det ganska glesbefolkat, med 29 invånare per kvadratkilometer.